# آنتسلینگ
آنتسلینگ (به فرانسوی: Anzeling) یک کمون در فرانسه است که در Canton of Bouzonville واقع شده‌است.

## خصوصیات
آنتسلینگ ۵٫۹۲ کیلومترمربع مساحت و ۴۸۸ نفر جمعیت دارد و ۳۰۰ متر بالاتر از سطح دریا واقع شده‌است.